# Novel
Novel är en kommun i departementet Haute-Savoie i regionen Auvergne-Rhône-Alpes i sydöstra Frankrike. Kommunen ligger i kantonen Évian-les-Bains som tillhör arrondissementet Thonon-les-Bains. År 2022 hade Novel 53 invånare.
Den 1 januari 1974 slogs kommunen samman med Saint-Gingolph. Sammanslagningen upplöstes den 1 januari 1983, då Novel åter blev en egen kommun.

## Befolkningsutveckling
| Befolkningsutvecklingen i Novel 1968–2021 | Befolkningsutvecklingen i Novel 1968–2021 | Befolkningsutvecklingen i Novel 1968–2021 | Befolkningsutvecklingen i Novel 1968–2021 | Befolkningsutvecklingen i Novel 1968–2021 |
| ----------------------------------------- | ----------------------------------------- | ----------------------------------------- | ----------------------------------------- | ----------------------------------------- |
|                                           |                                           |                                           |                                           |                                           |
| År                                        |                                           |                                           | Folkmängd                                 |                                           |
| 1968                                      | 1968                                      |                                           | 80                                        |                                           |
| 1990                                      | 1990                                      |                                           | 63                                        |                                           |
| 1999                                      | 1999                                      |                                           | 58                                        |                                           |
| 2007                                      | 2007                                      |                                           | 51                                        |                                           |
| 2015                                      | 2015                                      |                                           | 46                                        |                                           |
| 2021                                      | 2021                                      |                                           | 51                                        |                                           |